# 阿巴斯·卡伊苏姆
阿巴斯·卡伊苏姆（1980年10月31日—）是一名沙烏地阿拉伯举重运动员，身高1.74米。2010年参加广州亚运会，以330千克的成绩获85公斤级比赛第七名。